# Sing (песня My Chemical Romance)
«Sing» — второй сингл американской рок-группы My Chemical Romance из четвёртого студийного альбома Danger Days: The True Lives of the Fabulous Killjoys. Официально сингл был размещён на сайте группы в октябре 2010 года.

## Список композиций
- Все песни написаны My Chemical Romance.

Version 1 (promotional CD)
| №  | Название              | Длительность |
| -- | --------------------- | ------------ |
| 1. | «Sing» (radio edit)   | 4:07         |
| 2. | «Sing» (instrumental) | 4:30         |

Version 2 (digital download)
| №  | Название | Длительность |
| -- | -------- | ------------ |
| 1. | «Sing»   | 4:30         |

Version 3 (iTunes-exclusive deluxe edition)
| №  | Название                                                                                                | Длительность |
| -- | --- | ------------ |
| 1. | «Sing»                                                                                                  | 4:30         |
| 2. | «Sing» (music video trailer)                                                                            | 1:12         |
| 3. | «Sing» (music video)                                                                                    | 4:56         |
| 4. | «Helena» (live from the Palacio de los Deportes in Mexico City on October 7, 2007)                      | 4:51         |
| 5. | «The Ghost of You» (live from BBC Radio 1 session at Maida Vale Studios in London on November 11, 2010) | 4:57         |

Version 4 (#SINGItForJapan)
| №  | Название          | Длительность |
| -- | ----------------- | ------------ |
| 1. | «#SINGItForJapan» | 3:47         |

## Релиз
Дебют песни состоялся 3 ноября 2010 года на британской радиостанции BBC Radio 1, а также на страничке группы в Myspace и ряде других радиостанций. На iTunes песня была запущена в тот же день. Съёмки проходили в Дейтоне, Огайо.
| Регион | Дата            | Формат          | Лейбл   |
| ------ | --------------- | --------------- | ------- |
| США    | 3 ноября 2010   | AirPlay         | Reprise |
| США    | 15 февраля 2011 | iTunes          | Reprise |
| США    | 13 апреля 2011  | #SINGItForJapan | Reprise |

## Другие версии
Песня была использована в телесериале «Хор» в эпизоде «Возвращение». В хит-параде Billboard Hot 100 сингл стартовал с 49 отметки. 13 апреля 2011 года группа выпустила повторную версию «Sing», названной «#SINGItforJapan», в поддержку жертв землетрясения в Японии.
Также эту песню исполнили на шоу талантов The Glee Project в девятом эпизоде, «Generosity».

## Позиция в чартах
| Чарты (2010-11)                              | Высшая позиция |
| -------------------------------------------- | -------------- |
| Австралия (ARIA)                             | 43             |
| Канада (Canadian Hot 100)                    | 57             |
| Португалия (AFP)                             | 28             |
| Великобритания (The Official Charts Company) | 50             |
| Великобритания (The Official Charts Company) | 1              |
| США Billboard Hot 100                        | 58             |
| США Alternative Songs (Billboard)            | 2              |
| США Rock Songs (Billboard)                   | 4              |
| США Pop Songs (Billboard)                    | 24             |
| США Adult Pop Songs (Billboard)              | 16             |
| США Adult Contemporary (Billboard)           | 40             |